# Salto (Vimianzo)
Salto (llamada oficialmente Santa María de Salto) es una parroquia y una aldea española del municipio de Vimianzo, en la provincia de La Coruña, Galicia.

## Entidades de población
Entidades de población que forman parte de la parroquia:
- Lagoa (A Lagoa)
- A Costa
- Castro
- Castromil
- Careijo (O Careixo)
- Reboredo
- Reparada
- Salto
- Santa Irena
- Señoráns
- Torelo
- O Mosquetín

## Demografía

### Parroquia
| Gráfica de evolución demográfica de Salto (parroquia) entre 2000 y 2019 |
|                                                                         |
| Datos según el nomenclátor publicado por el INE.                        |

### Aldea
| Gráfica de evolución demográfica de Salto (aldea) entre 2000 y 2019 |
|                                                                     |
| Datos según el nomenclátor publicado por el INE.                    |